# 新进步党 (波多黎各)
新进步党（西班牙語：Partido Nuevo Progresista，缩写为PNP），波多黎各政党之一，成立于1967年8月，主张波多黎各建為美國的一個州份（美國第51州）。
新进步党与人民民主党为波多黎各两大政党。
新进步党成員不少身兼美國的民主黨和共和黨籍，議會參眾兩院領袖皆是共和黨人。
现任领导人为瑞奇·罗塞略（Ricardo Rosselló）。

## 历任主席
- 1967–1974: 路易斯·费雷
- 1974–1987: 卡洛斯·罗梅罗·巴塞洛
- 1987–1988: Baltasar Corrada del Río（英语：Baltasar Corrada del Río）
- 1988–1989: Ramón Luis Rivera（英语：Ramón Luis Rivera）
- 1989–1991: 卡洛斯·罗梅罗·巴塞洛
- 1991–1999: 佩德罗·罗塞略
- 1999–2000: Carlos Pesquera（英语：Carlos Pesquera）
- 2000–2001: Norma Burgos（英语：Norma Burgos）
- 2001–2001: Leonides Díaz Urbina（英语：Leonides Díaz Urbina）
- 2001–2003: Carlos Pesquera（英语：Carlos Pesquera）
- 2003–2008: 佩德罗·罗塞略
- 2008–2013: 路易斯·福尔图尼奥
- 2013–2016: 佩德罗·皮尔瑞西
- 2016–2019: 瑞奇·罗塞略
- 2019–: 湯瑪斯·里維拉·沙茨（代理）